# リバタリアンが社会実験してみた町の話
『リバタリアンが社会実験してみた町の話』（原題:A Libertarian walks into a bear）は、マシュー・ホンゴルツ・ヘトリングによる2022年のノンフィクションである。本作は2004年に行われた、リバタリアンによる移住実験「フリータウン・プロジェクト」の顛末を描いている。
日本では上京恵による翻訳が原書房から刊行されている。

## あらすじ
とあるリバタリアンの集団が「フリータウン・プロジェクト」を立ち上げ、ニューハンプシャー州の田舎町グラフトンに移住してくる。
グラフトンは「独立自尊」を重んじるがあまり、住民たちが1世紀以上にわたり税金の支払いを拒んできた結果公共サービスが維持できなくなってきた。実際、「フリータウン・プロジェクト」立ち上げの時点では、消防署の予算が底をつき消防士がいなくなってしまったところだった。リバタリアンたちはプロジェクトの一環としてグラフトンを政府から解放すると宣言した。彼らは7年間町のすべてのものを私有化し、規制を緩和した。
フリータウンでは「あらゆる自由」を保障するという目的があったが、移住者たちの思想はバラバラなうえ、互いの主張がぶつかることもあった。
ところで、この地には野生のクマが生息しており、移住者たちの猫や家畜を襲っていた。食べ物で餌付けする者が出てきたことで、人間慣れしたクマが増え、人間にも危害を及ぼした。グラフトンの地元住民たちはニューハンプシャー州の魚類鳥獣局にこれを知らせることなく、フリータウンの住民たちとともにクマの密猟を始める。

## 評価
文化人類学者の小川さやかは、読売新聞に寄せた書評の中で、本作はリバタリアニズムに対して擁護も批判もしないが、教訓について考えてしまったと述べている。福原明雄は時事通信に寄せた書評の中で、「本書は細かな章立てと軽重のある展開、読者を引き込む臨場感と冷静な分析を織り交ぜ、グラフトンの物語を見事に描き出している。」と評価している。
フリージャーナリスト橘玲は文春オンラインに寄せた書評の中で、本作に取り上げられるエピソードの大半は滑稽だが、読者はこのような社会実験を大真面目に行えるアメリカという国の魅力を再発見できるのではないかとみている。また、橘は本作の内容が現代の寓話であると同時に、生きづらさを抱えて辺境に流れ着いた人々の物語でもあるとしている。
ライターのすずきたけしは「ダ・ヴィンチ」に寄せた書評の中で、悲惨な顛末ながらも、著者の筆致によってブラックコメディ映画のような作品に仕上がったと評し、無関係と思われるクマと「フリータウン・プロジェクト」が交差して全貌が明らかになる様子はミステリ小説のようだったとしている。また、すずきは興味深い点としてグラフトンの隣町カナンとの対比を挙げている。
「オモコロ」のライター・岡田悠は、「フリータウン・プロジェクト」が社会実験として成立していないと指摘している。一方、岡田はクマ関連については社会実験になっているのかもしれないと分析している。
朝日新聞の「天声人語」（2024年12月4日掲載分）で本作が取り上げられた際、2024年12月初旬に日本で起きたクマの立てこもり事件についても言及がなされ、双方が不幸にならぬよう、クマと人間の境界線を明確にするのが重要だと締めくくられた。